# Finnair

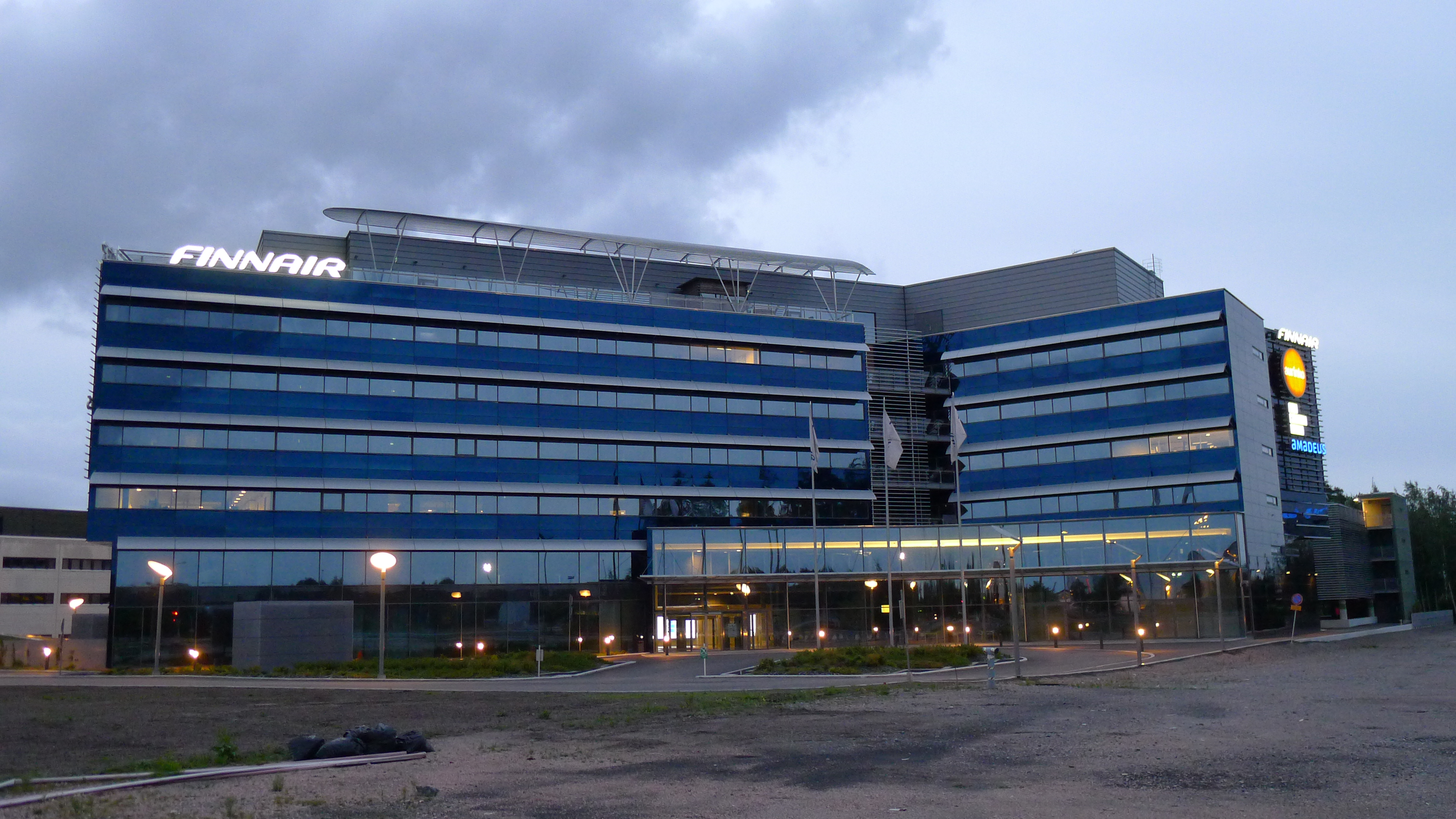
A sede da Finnair, House of Travel and Transportation (HOTT) em Vantaa.

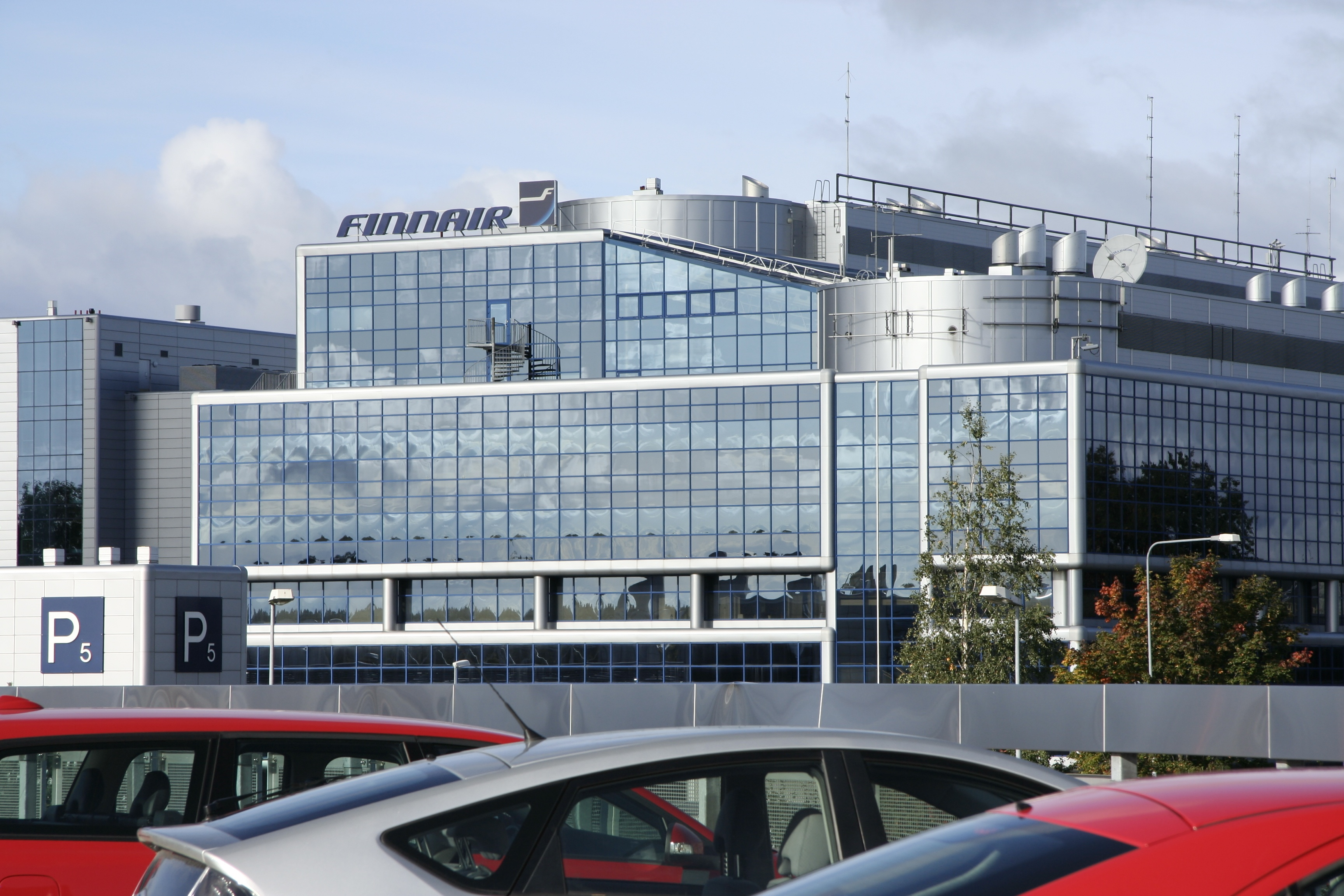
TOKE Building

A Finnair é a maior companhia aérea da Finlândia. Fundada em 1923 e sediada no Aeroporto de Helsínquia-Vantaa é a sexta mais antiga companhia aérea em funcionamento no mundo. Finnair e suas subsidiárias dominam o mercado de transporte aéreo doméstico e internacional na Finlândia. A empresa está integrada na aliança Oneworld e transportou mais de 7 milhões de passageiros em 2010. Desde 1963 sem acidente, é uma das mais seguras companhias aéreas do mundo.A pequena companhia aérea é conhecida por suas conexões rápidas através de Helsínquia para a Ásia.

## História
A aviação civil na Finlândia começou em 1923, quando foi criada a empresa Aero O/Y. Os primeiros voos regulares foram realizados em Março de 1924 a partir de Helsínquia para Tallinn, Estónia, com aviões Junkers F.13 (avião que descola e pousa na água). Em 1936 foram construídos os primeiros aeródromos na Finlândia, e rapidamente foram inaugurados serviços regulares para destinos em toda a Europa. 
Em 1947 o estado finlandês adquiriu a maioria das acções da empresa e o nome "Finnair" foi criado em 1953. Em 1961 foram adquiridos os primeiros aviões a jacto Caravelles e o primeiro serviço regular intercontinental (para Nova York) foi inaugurado em 1969.
Nos anos 1970 e 80 foram inauguradas novas rotas intercontinentais, nomeadamente para Ásia. Em 1983, a Finnair foi a primeira companhia aérea efectuar voos sem escala da Europa para Tóquio, Japão e em 1988, com a abertura da rota Helsínquia - Pequim a primeira companhia a efectuar voos sem escala da Europa para a China.   
A Finnair foi considerada como a companhia aérea mais segura do mundo, segundo um balanço feito em 2012 (e divulgado em janeiro de 2013) por uma empresa de seguros alemã, devido, em grande parte,a uma frota moderna e uma rede de destinos extensa sem registro de incidentes corriqueiros.

## Destinos

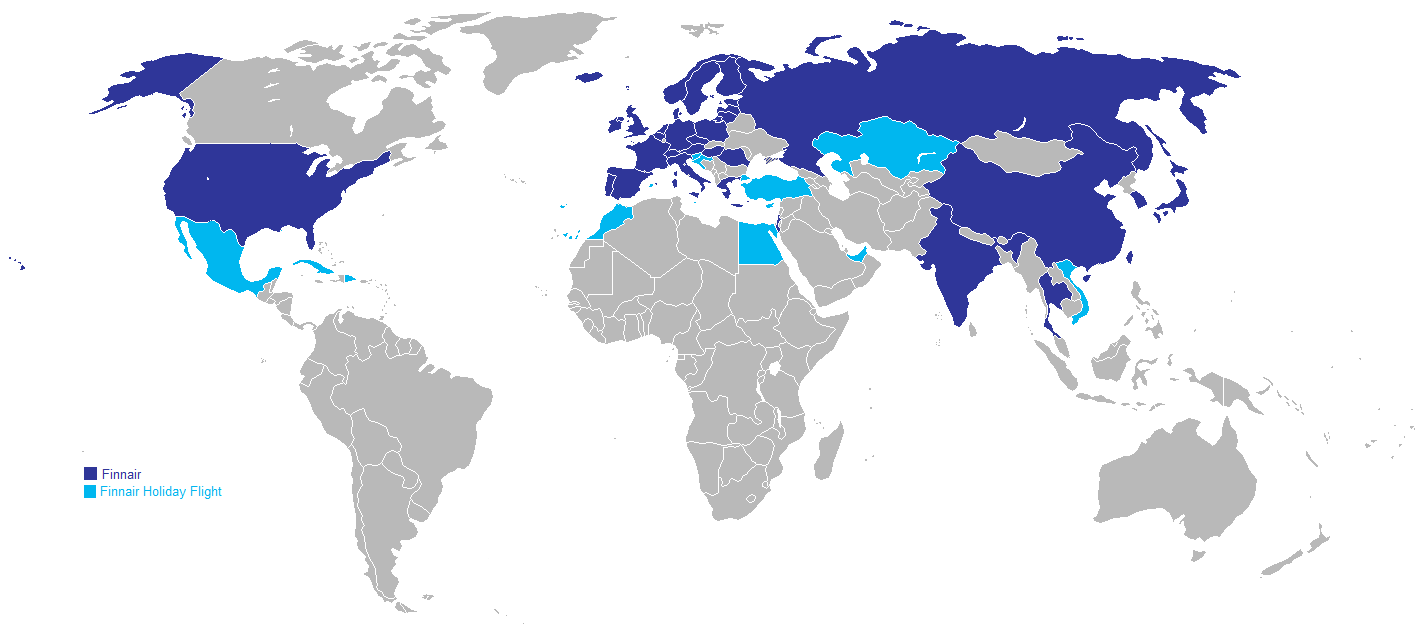
Mapa de destinos da Finnair.

A Finnair tem uma vasta rede de destinos, para a Europa (60 destinos), Ásia (13 destinos) e América do Norte (3 destinos). De momento, a companhia não oferece voos regulares para África. No Brasil, são realizados voos Charter para Recife, PE. Com a introdução dos E-Jets, a companhia estende suas operações na Europa.

### Presença em Portugal
Em Portugal, depois de uma interrupção da sua actividade em Lisboa, a Finnair voltou a aterrar na capital portuguesa em 2007 e oferece actualmente três frequências semanais entre Lisboa e Helsínquia. A empresa tem vindo a manter já há vários anos as suas ligações semanais de Helsínquia para o Faro e para a Madeira.

### Presença no Brasil
A companhia foi autorizada pela ANAC a operar no Brasil em 24 de junho de 2015.

## Frota

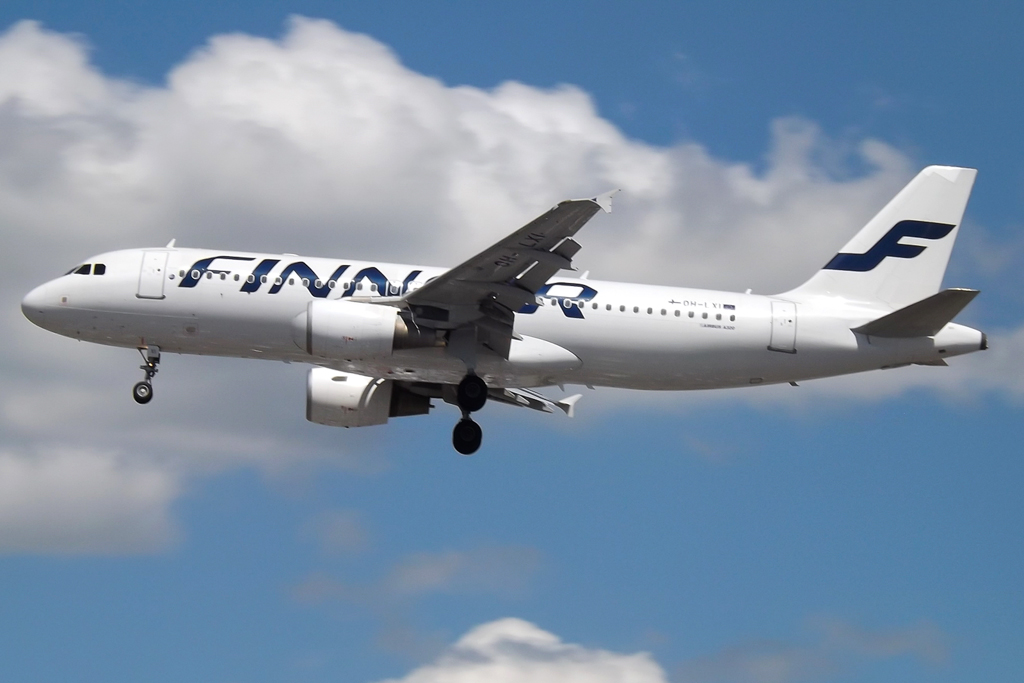
Airbus A320 da Finnair.

Em Março de 2025, a Finnair tem os seguintes aeronaves:
| Aeronave        | Total |
| --------------- | ----- |
| Airbus A319-100 | 5     |
| Airbus A320-200 | 10    |
| Airbus A321-200 | 15    |
| Airbus A330-300 | 08    |
| Airbus A350-900 | 18    |
| ATR 72-500      | 12    |
| Embraer 190LR   | 12    |
| Total           | 80    |